# Takuma Arano
Takuma Arano (荒野 拓馬?, Arano Takuma; Sapporo, 20 aprile 1993) è un calciatore giapponese, centrocampista del Consadole Sapporo, di cui è capitano.

## Palmarès

### Club

#### Competizioni nazionali
- J2 League: 1

Consadole Sapporo: 2016